# Vrbice (Krásná Hora nad Vltavou)
Vrbice je malá vesnice, část města Krásná Hora nad Vltavou v okrese Příbram ve Středočeském kraji. Nachází se asi 2,5 kilometru jižně od Krásné Hory nad Vltavou. Vesnicí protéká Vrbický potok. Je zde evidováno 14 adres. V roce 2011 zde trvale žilo sedm obyvatel.
Vrbice leží v katastrálním území Mokřice o výměře 4,59 km².

## Historie
První písemná zmínka o vesnici pochází z roku 1557.

## Obyvatelstvo
| Rok            | 1869 | 1880 | 1890 | 1900 | 1910 | 1921 | 1930 | 1950 | 1961 | 1970 | 1980 | 1991 | 2001 | 2011 | 2021 |
| -------------- | ---- | ---- | ---- | ---- | ---- | ---- | ---- | ---- | ---- | ---- | ---- | ---- | ---- | ---- | ---- |
| Počet obyvatel | 119  | 110  | 99   | 110  | 97   | 88   | 78   | 54   | 45   | 40   | 32   | 19   | 16   | 7    | 11   |
| Počet domů     | 15   | 15   | 15   | 17   | 17   | 16   | 16   | 14   | 14   | 10   | 9    | 14   | 14   | 14   | 14   |

## Obecní správa
Při sčítání lidu v letech 1850–1979 Vrbice byla osadou obce Krašovice, se kterým patřila nejprve do okresu Sedlčany, ale od roku 1960 v okrese Příbram. Od 1. ledna 1980 je částí města Krásná Hora nad Vltavou v okrese Příbram.

## Pamětihodnosti
- Návesní kaple
- Kamenný kříž nedaleko od návesní kaple je zároveň pomníkem padlým občanům v první světové válce.
- Nedaleko u komunikace poblíž vesnice se nachází kovový kříž v ohrádce. Podstavec kříže nese dataci 1868.

## Galerie

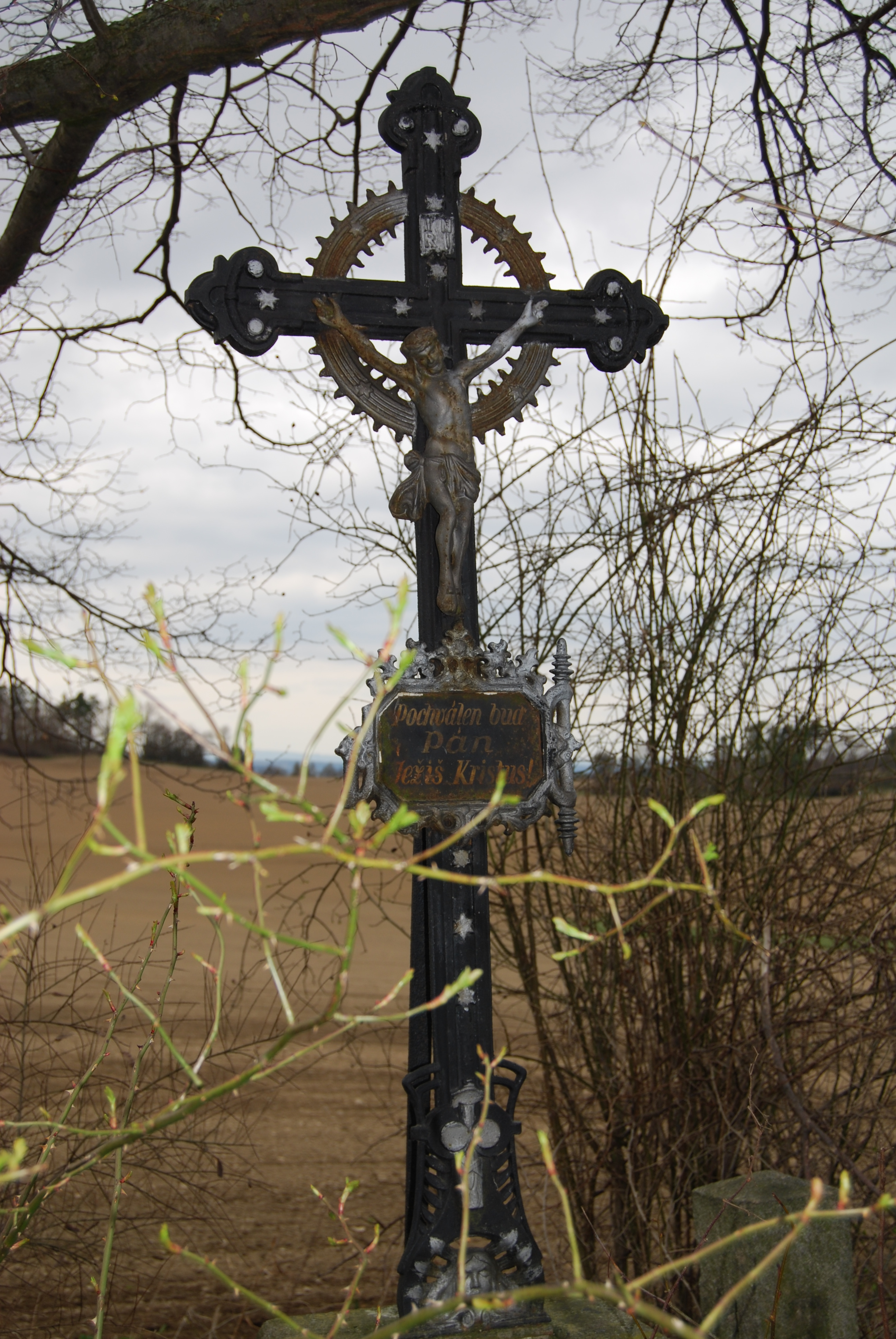
Kříž v ohrádce u cesty
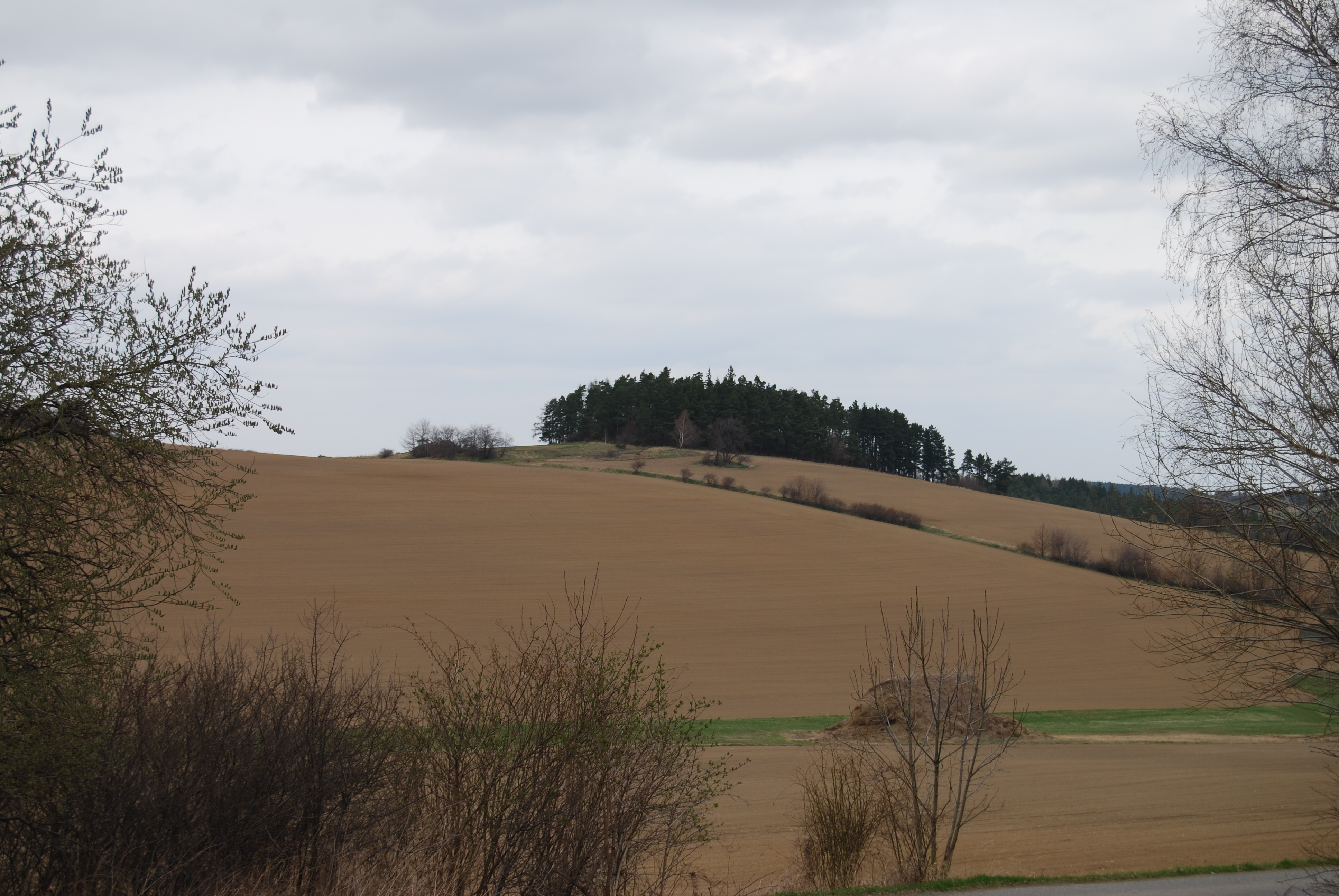
Pohled na okolí vesnice
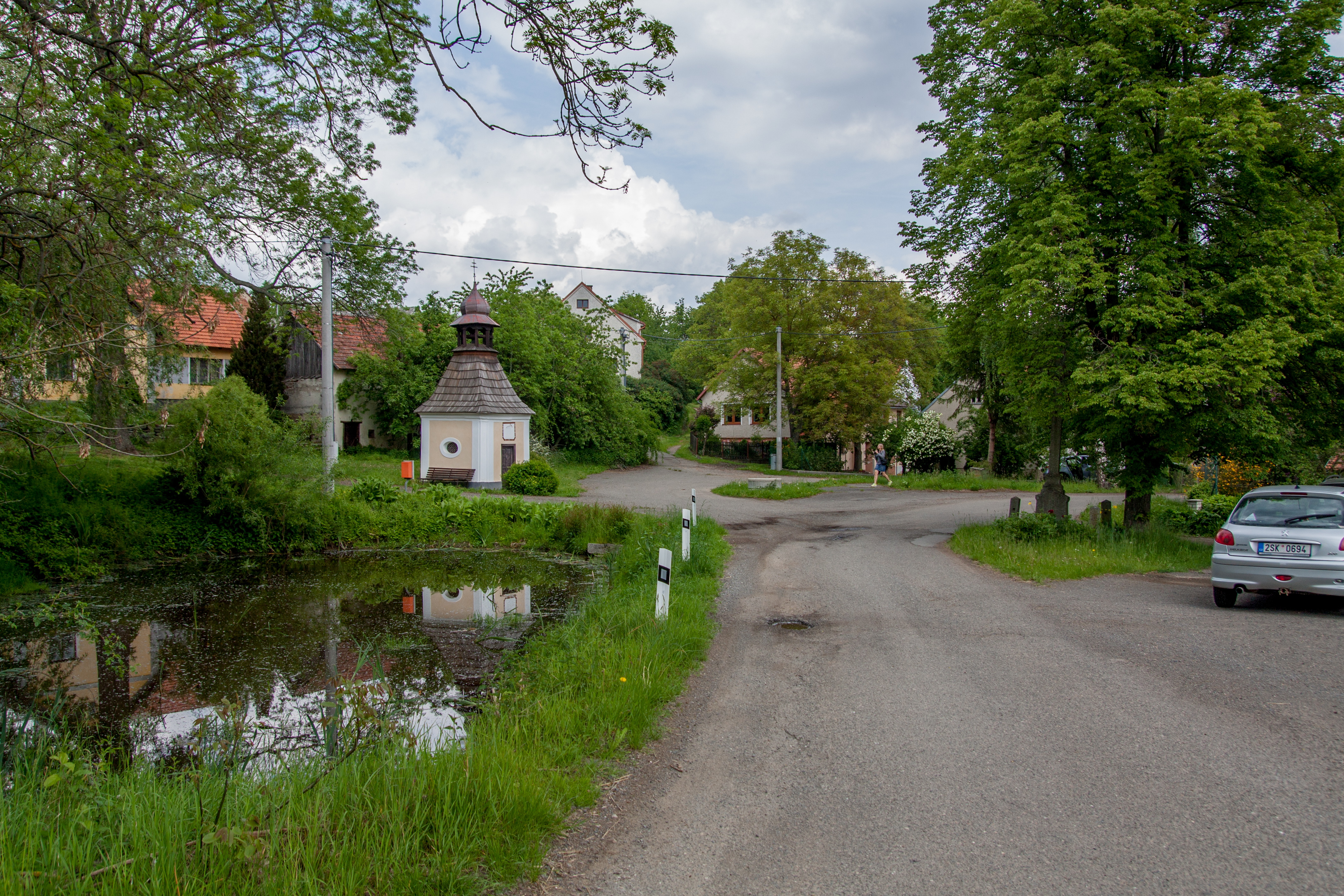
Pohled na Náves (2019)
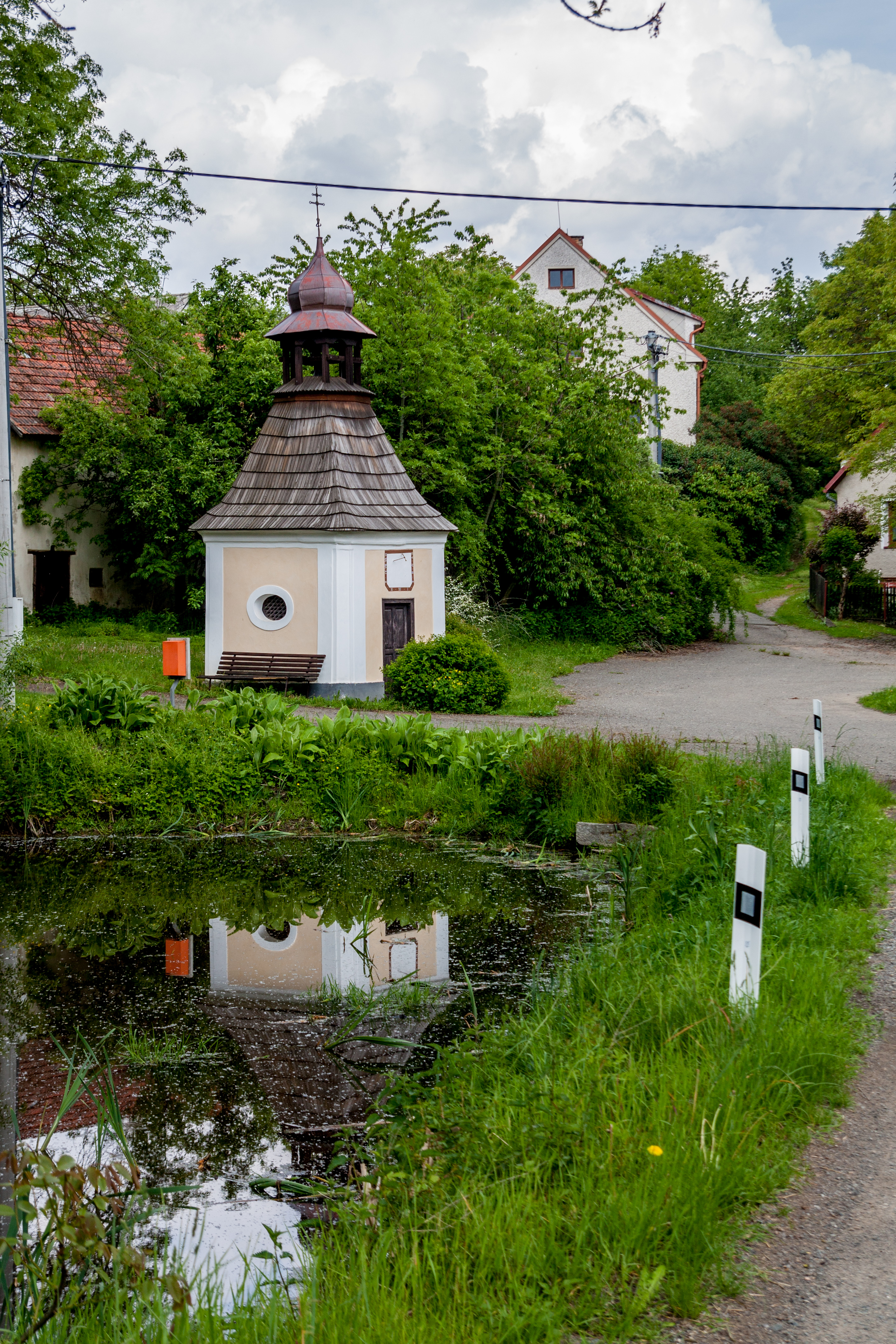
Rybník s kapličkou (2019)
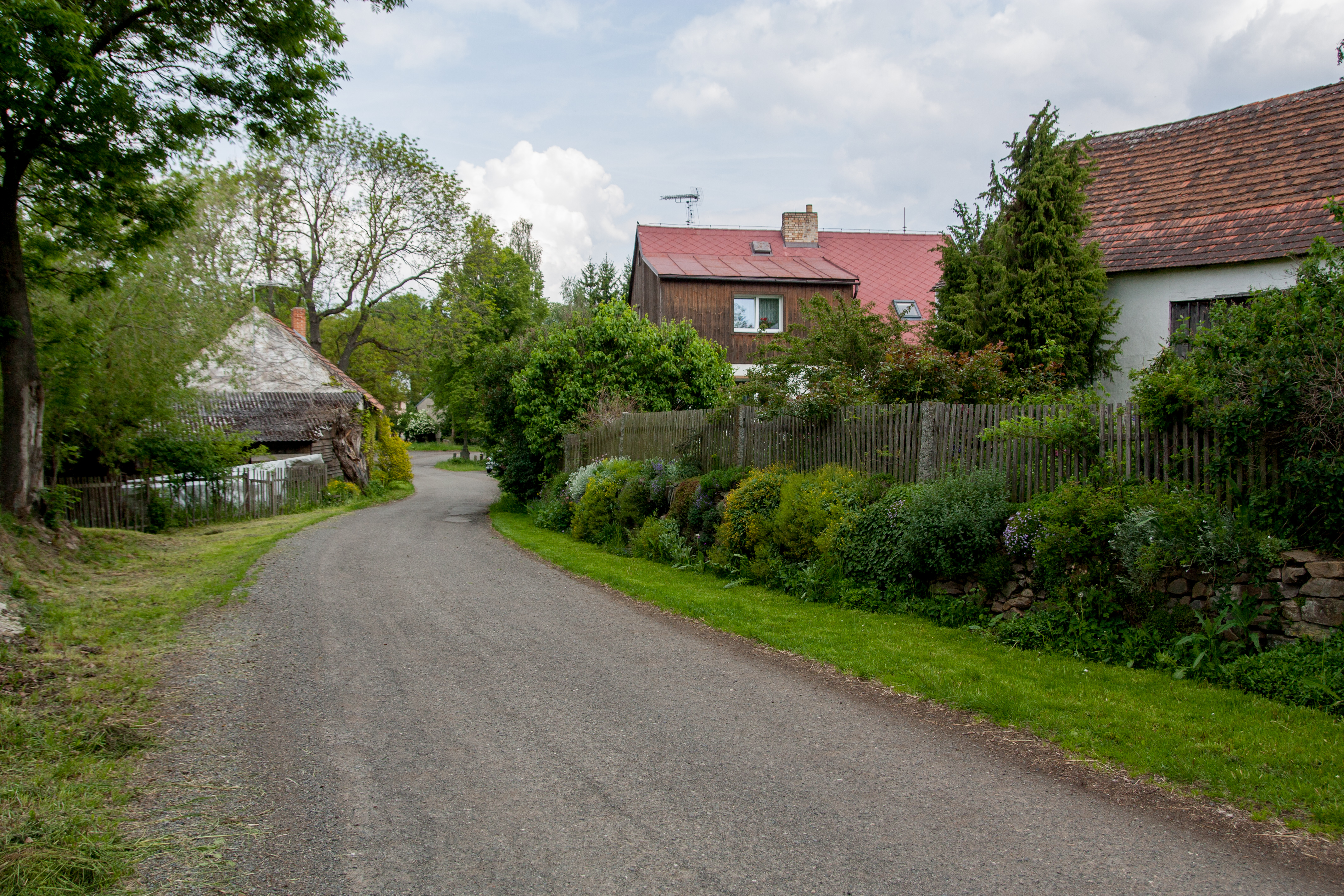
Domy (2019)